# Älgtjärnen (Ovanåkers socken, Hälsingland)
Älgtjärnen är en sjö i Ovanåkers kommun i Hälsingland och ingår i Ljusnans huvudavrinningsområde. Sjöns area är 0,027 kvadratkilometer och den befinner sig 260 meter över havet.